# جون شولز
جون شولز (بالإنجليزية: John Schultz)‏ هو لاعب كرة قاعدة أمريكي، ولد في 4 أبريل 1866 في سانت لويس في الولايات المتحدة، وتوفي بنفس المكان في 19 مايو 1941.

## وصلات خارجية
- جون شولز على موقعبيزبول رفرنس.كوم (الدوري الرئيسي) (الإنجليزية)